# Хайнрих II (Насау)
Вижте пояснителната страница за други личности с името Хайнрих II.
Хайнрих II Богатия (на немски: Heinrich II der Reiche, * 1190, † 1251) е граф на Насау от 1198 до 1250/1251 г.

## Биография
Хайнрих е най-големият син на граф Валрам I (1146 – 1198) от Дом Насау и на Кунигунда (1136 – 1189) от Цигенхайн, дъщеря на граф Готфрид I (1099 – 1168) от Вегебах-Цигенхайн.
Той наследява баща си на осем години на 1 февруари 1198 г. Привърженик е на император Ото IV и на Хоенщауфените през 1212 – 1214 г. Той е противник на император Фридрих II, на Дитрих от Вид, архиепископ на Трир, когото държи затворен, и също на архиепископа на Майнц. Заради тях той построява през 1200 г., заедно с брат си Рупрехт, замъка Бург Зоненберг („Castrum Sunneberc“). Хайнрих намира помощ от архиепископ Енгелберт I от Кьолн, на когото обаче за своя закрила през 1224 г. трябва да отстъпи половината от Графство Насау-Зиген.
Неговият по-малък брат Рупрехт IV († 1239) влиза през 1230 г. в Тевтонския орден и граф Хайнрих II управлява сам. През 1247 г. Хайнрих подкрепя Вилхелм II Холандски и започва конфликт от 1248 г. със София Брабантска и нейния син Хайнрих заради Маркграфство Херборн. Затова той построява замък в Диленбург.
Хайнрих II построява девет замъка, един от тях е Бург Зоненберг, на които се развява знамето на род Насау.
Хайнрих е собственик на абатство Св. Георг в Лимбург ан дер Лан, когато се строи катедралата Лимбург (Limburger Dom). През 1239 г., по молба на Фридрих от Хайн, той преписва доходите на Кирхспил в Нетфен на манастир Кепел при Хилхенбах. Неговите наследници поемат патроната над манастира.

## Деца
Хайнрих II се жени преди 1221 г. за Матилде фон Гелдерн-Цутфен († след 1247), дъщеря на граф Ото I от Гелдерн и Цутфен и на Рихардис Баварска (1173 – 1231), дъщеря на Ото I Вителсбах, херцог на Бавария. С нея той има 11 деца, между тях:
- Валрам II (* ок. 1220, † 24 януари 1276), от 1255 г. основател на Валрамската линия на Насау, баща на крал Адолф
- Рупрехт V († 19 януари преди 1247), рицар на Тевтонския орден
- Ото I († 1289/1290), упр. ок. 1247 – 1290, основател на отонската линия на Насау
- Хайнрих († 28 май ?), от 1247 монах в манастир Арнщейн
- Герхард, от 21 ноември 1259 архидякон на Кемпен, домхер в Св. Ламберт в Лиеж
- Юта († 1313), омъжва се 1260 за Йохан I ван Куик († 1308)
- Йохан I (ок. 1230 – 1309), епископ в Утрехт (1267 – 1290)
- Катарина (* 1227), от 1249 абатиса н Алтенберг
- Елизабет (* ок. 1225, † сл. 1295), омъжва се за Герхард III фон Епщайн († пр. 1252).